# Giustina Bartolini-Baldelli
Giustina Bartolini-Baldelli, född Percoli-Suárez 27 november 1811 i Florens, död där 30 januari 1903, var en italiensk markisinna, gift med prins Jérôme Bonaparte.
Hon var dotter till Bernard Percoli och gifte sig för första gången med markis Luigi Bartolini-Baldelli. 
Hon gifte sig 1840 i Florens med prins Jérôme Bonaparte, och en andra gång i en hemlig borgerlig vigsel 19 februari 1853. Hennes giftermål med Jérôme Bonaparte hade skett för att hon med hjälp av sin förmögenhet skulle kunna betala hans skulder och upprätthålla hans luxuösa levnadsstandard. Han vägrade att erkänna henne officiellt och krävde att äktenskapet skulle betraktas som morganatiskt, och att hon inte skulle få del av hans status utan fortsätta kallas markisinna. 
Hon beskrivs som en älskvärd, generös skönhet, men också som indolent och viljelös. 1847 följde hon med maken till Frankrike och bosatte sig med honom och sin styvson i Paris under hans systerson Napoleon III:s presidentskap. Hon försökte förgäves få maken att erkänna deras äktenskap och låta henne dela hans status. Hon hatades av sin styvson, som anklagade henne för äktenskapsbrott med hennes makes utomäktenskaplige son Jérôme David. 
När Napoleon III utropades till kejsare 1853 anklagade maken henne öppet för otrohet med hänvisning till sin sons anklagelse, vilket gav upphov till en skandalös process. Jérôme förvisade henne från Frankrike, men han återbetalade hennes förmögenhet, och hon återvände till Florens. Vid makens död 1860 mottog hon en fransk änkepension.